# إدو سوزا
إدو سوزا (بالبرتغالية: Eduardo Godinho Felipe de Souza‏) هو لاعب كرة قدم برازيلي في مركز الهجوم، ولد في 8 مارس 1981 في ساو باولو في البرازيل. لعب مع نادي أروكا.

## وصلات خارجية
- إدو سوزا على موقع قاعدة بيانات كرة القدم.إي يو (الإنجليزية)
- إدو سوزا على موقع Soccerway.com (الإنجليزية)